# 多吉扎西 (歌手)
多吉扎西（藏語：རྡོ་རྗེ་བཀྲ་ཤིས་，威利转写：rdo rje  bkra shis，Dorje Tashi），藏族歌手。1990年畢業於中國音樂學院歌劇系。1998年參加西班牙巴塞羅那第34屆維納斯國際聲樂比賽，後考入義大利著名男高音歌唱家卡洛·貝爾貢齊主辦的大師班。2009年參加新唐人電視台舉辦的第三屆全世界華人聲樂大賽，榮獲男聲組金獎，並以“圓曲”的藝名加盟神韻藝術團。

## 外部連結
- Tibetan Opera Singer Tashi Dorjee
- 男高音歌唱家圓曲